# جاك روس (كاتب)
جاك روس (بالإنجليزية: Jack Ross)‏ (6 نوفمبر 1962)؛ شاعر وروائي نيوزيلندي. درس في جامعة أوكلاند.